# Площі Луганська
На початок 2012 року в Луганську налічувалось 9 площ.
| Назва                            | Мапа | Координати                                                                      | Короткі відомості | Зображення |
| Борців Революції                 |      | 48°34′37.27″ пн. ш. 39°18′25.74″ сх. д. / 48.5770194° пн. ш. 39.3071500° сх. д. | Розташова в Ленінському районі міста, перетинається вулицею Карла Маркса. Займає частину колишньої Новобазарної площі, на якій в дореволюційні часи проводилися ярмарки та базари. На площі знаходиться унікальний пам'ятник Борцям Революції та два трофейні англійські танки Mark V.                                                                                          |            |
| Героїв Великої Вітчизняної війни |      | 48°34′13.40″ пн. ш. 39°18′29.99″ сх. д. / 48.5703889° пн. ш. 39.3083306° сх. д. | Центральна площа Луганська, що знаходиться в Ленінському районі міста. На площі знаходиться будівля Луганської обласної державної адміністрації, будинки зі шпилем, кілька пам'ятників, присвячених Другій Світовій війні. В 1998 році у сквері на площі було встановлено пам'ятник Тарасові Шевченку, в 2010 — провокативний пам'ятник жертвам ОУН-УПА.                        |            |
| Горького                         |      | 48°33′52.85″ пн. ш. 39°21′2.44″ сх. д. / 48.5646806° пн. ш. 39.3506778° сх. д.  | Розташована в Жовтневому районі міста. На площі знаходиться Святоволодимирський кафедральний собор УПЦ МП. |            |
| Красна                           |      | 48°34′28.32″ пн. ш. 39°18′1.95″ сх. д. / 48.5745333° пн. ш. 39.3005417° сх. д.  | Розташована на місці колишньої Соборної площі. Стара назва площі зумовленна розміщенням на ні Свято-Миколаївського собор, зруйнованого більшовиками в 1934 році. Зараз на місці храму знаходиться будинок техніки. |            |
| Леніна                           |      | 48°35′20.14″ пн. ш. 39°19′13.33″ сх. д. / 48.5889278° пн. ш. 39.3203694° сх. д. | Розташована в Кам'янобродському районі. |            |
| Маяковського                     |      | 48°33′19.82″ пн. ш. 39°21′28.67″ сх. д. / 48.5555056° пн. ш. 39.3579639° сх. д. | Розташована в Жовтневому районі Луганська. Межує з вулицями Маяковського, Арктичною, Чкалова та Лебедєва-Кумача. Утворена рішенням 14 сесії Луганської міської ради від 30 вересня 2011 року за клопотанням СШ №43, що знаходиться на площі. |            |
| Революції                        |      | 48°34′38.95″ пн. ш. 39°17′58.47″ сх. д. / 48.5774861° пн. ш. 39.2995750° сх. д. | Знаходиться в Ленінському районі міста. Займає місце колишньої Старобазарної, або Успенської площі. Майже всю територію площі займає однойменний сквер, закладений в 1901 році. По площі розташовані будівлі СШ №2 та Обласної філармонії. В 1932 році на площі встановлено пам'ятник Леніну, у сквері знаходяться могили О. Пархоменка, І. Яковенка та кілька братських могил. |            |
| Рози Люксембурґ                  |      | 48°34′38.04″ пн. ш. 39°19′3.44″ сх. д. / 48.5772333° пн. ш. 39.3176222° сх. д.  | Центр історичного району Гусинівка. До початку 1920-х років носила назву Преображенська на честь розташованої на площі церкви, знищеної у жовтні 1933. На площі знаходиться ПК ім. Леніна, збудований у 1927—1929 роках, пам'ятник Леніну, встановлений в 1967 році. У сквері на майдані розташований пам'ятник Радянському солдату. Сквер знаходиться у занедбаному стані.     |            |
| Театральна                       |      | 48°34′18.61″ пн. ш. 39°18′29.07″ сх. д. / 48.5718361° пн. ш. 39.3080750° сх. д. | Є частиною площі Героїв ВВВ. Назва походить від розташованого на ній театру російської драми. Площа є місцем проведення офіційних заходів. Щороку на площі встановлюється обласна новорічна ялинка. |            |